# Northop Hall
Northop Hall è un centro abitato del Galles, situato nella contea del Flintshire.